# Афгано-індійський договір (1950)
Афгано-індійський договір «Про дружбу» — угода між Королівством Афганістаном та Індією укладена в Делі 4 січня 1950 року. Договір підписаний на термін не менше 5 років, після чого він залишається чинним, поки одна зі сторін не заявить про його розірвання.
За договором сторони зобов'язалися поважати незалежність та права один одного, розширювати культурні та торговельні зв'язки, надавати взаємну допомогу у розвитку промисловості та сільського господарства. 
Договір став основним документом, що регламентував відносини між Афганістаном та Індією. 